# جيمس ستون
جيمس ستون (بالإنجليزية: James Stone)‏ هو لاعب كرة قدم أمريكية أمريكي، ولد في 26 أبريل 1992 في ناشفيل في الولايات المتحدة.

## وصلات خارجية
- جيمس ستون على موقع مرجع كرة القدم المحترفة.كوم (الإنجليزية)